# Georg Curtius
Georg Curtius (født 16. april 1820 i Lübeck, død 12. august 1885 i Hermsdorf ved Warmbrunn) var en tysk sprogforsker, bror til Ernst Curtius. 
Curtius var 1849-54 professor i Prag, derpå i Kiel og fra 1862 i Leipzig. Curtius' fortjeneste er at have fornyet studiet af græsk og til dels latin fra den komparative lingvistiks standpunkt. Hans hovedværker er: Griechische Schulgrammatik (1852; 23. oplag udgivet af Meister, 1902) med Erläuterungen (1863; 3. oplag 1875), Grundzüge der griechischen Etymologie (1858; 5. oplag, under medvirkning af Ernst Windisch, 1879), Das Verbum der griechischen Sprache (1873-76, 2 bind; 2. oplag 1877-80); endvidere Die Sprachvergleichung in ihrem Verhältniss zur klassischen Philologie (2. oplag 1848), Philologie und Sprachwissenschaft (1862), Zur Chronologie der indogermanischen Sprachforschung (1867, 2. oplag 1873), Zur Kritik der neuesten Sprachforschung (1885); de mindre arbejder er samlede i Kleine Schriften, udgivet af Windisch (2 bind, 1886-87). Curtius' Studien zur griechischen und lateinischen Grammatik (10 bind, 1868-77) indeholder arbejder af Curtius selv og hans disciple; 1878 stiftede han i forening med Ludwig Lange, Otto Ribbeck og Hermann Lipsius Leipziger Studien zur klassischen Philologie.